# Museu Nacional de Dones Artistes
El Museu Nacional de Dones Artistes (en anglès, National Museum of Women in the Arts, NMWA), situat a Washington D. C. és l'únic museu dedicat exclusivament a celebrar els assoliments de les dones en les arts visuals, interpretatives i literàries. NMWA va ser erigit en 1981 per Wallace i Wilhelmina Holladay. Des de la seua obertura en 1987, el museu ha adquirit una col·lecció de més de 3500 pintures, escultures, obres sobre paper i art decoratiu.
Està situat en el número 1250 de l'Avinguda de Nova York i el carrer H NW.

## Història[1]
Mentre viatjaven per l'estranger, els senyors Holladay van admirar un natura morta del segle xvii obra de la pintora flamenca Clara Peeters. Els Holladay més tard van buscar informació sobre Peeters, no obstant això el text canònic d'història de l'art d'universitat, (la History of Art d'H.W. Janson) no incloïa a Peeters, ni a cap altra artista femenina. Els Holladay van decidir llavors fer que la base de la seua col·lecció d'art foren obres de dones, que més tard es convertiria en el nucli de la permanent del NMWA.

### Edifici
En 1983, NMWA va adquirir un lloc molt conegut de més de set mil tres-cents metres quadrats, que anteriorment va ser un temple masònic, per albergar les seues obres. Inicialment dissenyat per l'arquitecte Waddy B. Wood, l'edifici principal es va acabar en 1908 i l'estructura original està en l'Inventari de Llocs Històrics del DC així com en el Registre Nacional de Llocs Històrics. Després d'àmplies renovacions, el museu va obrir al públic el 7 d'abril de 1987. L'ala Elizabeth A. Kasser va obrir el 8 de novembre de 1997 amb el que el complex aconseguia unes dimensions de més de set mil vuit-cents metres quadrats.

### Wilhelmina Cole Holladay
Wilhelmina Cole Holladay és la fundadora i presidenta del Consell del Museu Nacional de Dones Artistes. Des que va descobrir que les dones artistes han estat històricament omeses en els llibres d'art universitaris, Wilhelmina Cole Holladay s'ha marcat com a objectiu portar a la llum pública els assoliments de les dones a través de la col·lecció, exposició i recerca de dones artistes de totes les nacionalitats i èpoques.
Holladay va crear comités individuals de més de mil voluntaris de 27 estats i 7 països, per donar oportunitats educatives a nens a través de col·laboracions amb escoles i altres grups comunals (com les Girl Scout dels Estats Units), així com proporcionar oportunitats per als adults de participar i animar l'art en comunitats locals per tot el món.
L'interès de la Sra. Holladay en l'art va despertar sent una estudiant en l'Elmira College de Nova York, on va estudiar història de l'art, seguit per un treball de graduada a la Universitat de París. Apareix en les llistes Who’s Who of American Women («Qui és qui en les dones nord-americanes»), Who’s Who in American Art («Qui és qui en l'art nord-americà»), Who’s Who in the World («Qui és qui al món»), i té molts títols honoraris i premis al seu treball en la comunitat artística. En 2006 va rebre la Medalla Nacional de les Arts als Estats Units i la Légion d'honneur del govern francés. En 2007 Holladay va rebre la Medalla d'Or de les Arts del National Arts Club a Nova York.

## Exposicions[3]
Des de 1987 amb «American Women Artists, 1830-1930», el NMWA ha celebrat més de 200 exposicions que inclouen: «Julie Taymor: Playing With Fire», 16 de novembre de 2000–4 de febrer de 2001; «Grandma Moses in the 21st Century», 15 de març a 10 de juny de 2001; «Places of Their Own: Emily Carr, Geòrgia O'Keeffe, and Frida Kahlo», 8 de febrer a 12 de maig de 2002; «An Imperial Collection: Women Artists from the State Hermitage Museum», 14 de febrer a 18 de juny de 2003; «Nordic Cool: Hot Women Designers», 23 d'abril a 12 de setembre de 2004; «Berthe Morisot: An Impressionist and Her Circle», 14 de gener a 8 de maig de 2005; «Alice Neel's Women», 28 d'octubre de 2005 a 15 de gener de 2006; «Divine and Human: Women in Ancient Mexico and Peru», 3 de març a 28 de maig de 2006; i «Dreaming Their Way: Australian Aboriginal Women», 30 de juny a 24 de setembre de 2006.

## Col·lecció permanent[6]
La col·lecció permanent actualment conté obres de gairebé mil artistes. Entre les més antigues està el Retrat d'una noble, obra de Lavinia Fontana, cap a 1580.

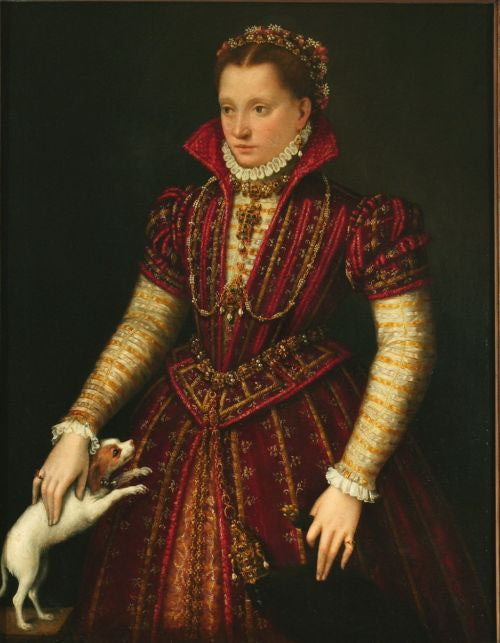
Retrat d'una noble, de Lavinia Fontana, h. 1580, possiblement el més antic llenç de la col·lecció permanent del museu.

### Artistes delseglexviiii anteriors
A part de Lavinia Fontana, altres obres d'artistes anteriors al segle xviii són: Rosalba Carriera: Al·legoria d'Amèrica, h. 1730; Louisa Courtauld: Safata de plata de Jorge III, 1777; Marguerite Gérard: Preludi a un concert, h. 1810; Angelika Kauffmann: La família del comte de Gower, 1772; Adélaïde Labille-Guiard, Suposat retrat de la Marquesa de Lafayette; Judith Leyster: El concert (h. 1633); Marianne Loir: Suposat retrat de la Senyora Geoffrin; Charlotte Mercier: Retrat de Madeleine Marie Agathe Renée de la Bigotière de Perchambault, 1757; Retrat d'Olivier-Joseph Li Gonidec, 1757; Maria Sibylla Merian: Làmines de la «Dissertació sobre les generacions d'insectes i metamorfosis a Surinam», 1719; Marie-Geneviève Navarre: Retrat d'una dona jove, 1774; Clara Peeters: Natura morta amb un peix i un gat; Rachel Ruysch: Roses, convulvulus, roselles i altres flors en una urna sobre una cornisa de pedra, h. 1745; Elisabetta Sirani: La Mare de Déu amb el Jesuset i Sant Joan Baptista i Marie-Louise-Élisabeth Vigée-Lebrun: Retrat de la princesa Belozersky, 1798.

### Artistes delseglexix
Cecilia Beaux: Retrat de Ethel Page (Senyora de James Large), 1884; Rosa Bonheur: Ovella al costat del mar, 1865; Jennie Augusta Brownscombe: Jove somni d'amor, 1887; Mary Cassatt: El bany, 1891; Camille Claudel: Noia jove amb una garba, h. 1890; Elizabeth Jane Gardner: El pastor David, h. 1895; Berthe Morisot: La gàbia, 1885; Llac en el Bois de Boulogne, 1887; Sarah Miriam Peale: Retrat d'Isaac Avery i Retrat de Susan Avery, 1821; Lilla Cabot Perry: Dama amb un gerro de violetes, h. 1910; Retrat d'Elsa Tudor, h. 1898, i Lilly Martin Spencer: L'artista i la seua família en un pícnic del quatre de juliol, h. 1864;

### Artistes dels segles XX i XXI
Lola Álvarez Bravo: De Generació en Generació, h. 1950; Alice Bailly: Autoretrat, 1917; Louise Bourgeois: Fabricació I, 1994; Elizabeth Catlett: Cantant les seues cançons, 1992; Louise Dahl-Wolfe: Ophelia, Nashville, 1932; Carson McCullers, 1940; Lesley Dill: El cos poètic - Guants, Orelles, Ulls, 1992; Elaine de Kooning: Bacus núm. 3, 1978; Jardí del Luxemburg, 1977; Sonia Delaunay: Estudi per a «Portugal», h. 1937; Dorothy Dehner: Mirant al Nord F, 1964; Eulabee Dix: Retrat de Ethel Barrymore, h. 1905; Xiquet pèl-roig, h. 1915; Retrat de Betty Sadler, h. 1936; Helen Frankenthaler: Ponti, 1973; Nancy Graves: Rheo, 1975; Grace Hartigan: Dos de desembre, 1959; Eva Hesse: Estudi per a escultura, 1967; Malvina Hoffmann: Anna Pavlova, 1926; Frida Kahlo: Autoretrat dedicat a León Trotsky, 1937; Ida Kohlmeyer: Xofer, 1956; Käthe Kollwitz: Descansa en la pau de les seues mans, 1936; L'adéu, 1940; Lee Krasner: The Springs, 1964; Lotte Laserstein: Toilette matinal, 1930; Marie Laurencin: Retrat d'una jove amb barret, h. 1950; Doris Lee: Cireres al sol (Migdiada), h. 1941; María Montoya Martínez: Gerro, h. 1939; Joan Mitchell: Sale Neige, 1980; Gabriele Münter: Staffelsee a la tardor, 1923; Desdejuni dels ocells, 1934; Elizabeth Murray: Bright Dark Release, 1975; Alice Neel: T.B. Harlem, 1940; Louise Nevelson: Columna blanca (de Festa de noces de Dawn), 1959; Marina Núñez del Prado: Mare i Xiquet, 1967; Geòrgia O'Keeffe: Pera de aligator en un cistell, 1921; Hollis Sigler: Besar els esperits: ara, així és de debò, 1993; Jaune Quick-to-See Smith: Indian, Indi, Indigenous, 1992; Joan Snyder: Podem bolcar la nostra ràbia en la poesia?, 1985; Alma Woodsey Thomas: Orión, 1973; Suzanne Valadon: Ram de flors en un gerro imperi, 1920; La nina abandonada, 1921; Xiqueta sobre un muret, 1930 i Marguerite Thompson Zorach: Nu reclinat, 1922.